# مائورو بیسیکلی
مائورو بیسیکلی (انگلیسی: Mauro Bicicli; ۱۷ آوریل ۱۹۳۵ – ۲۲ اوت ۲۰۰۱) بازیکن فوتبال اهل ایتالیا بود.
از باشگاه‌هایی که در آن بازی کرده‌است می‌توان به باشگاه فوتبال اینتر میلان، باشگاه فوتبال پارما، باشگاه فوتبال آ.ث. کرما ۱۹۰۸، باشگاه فوتبال برشا، باشگاه فوتبال کاتانیا، باشگاه فوتبال جنوآ، و باشگاه فوتبال ویچنزا اشاره کرد.